# François-Noël Babeuf
François-Noël Babeuf bio je francuski revolucionar, mislilac, novinar i proto-socijalist. Kao nadimak je uzeo ime Gracchus Babeuf, kako bi se poistovjetio s antičkim rimskim borcem za prava seljaka Gajem Grakhom Rođen je 23. studenog 1760. godine u malom selu St. Nicaise pokraj Saint-Quentina. Skromnog obrazovanja, radio je na aristokratskim posjedima kao commissaire à terrier. Babeuf je postao politički aktivan s početkom Francuske revolucije.

### Politička uvjerenja
Babeuf se razlikovao od drugih političara u doba francuske revolucije po nekompromitantnom praćenju ideala revolucije, kao što su ona izložena u Deklaraciji o pravima čovjeka i građanina. Većina zastupnika u predstavničkim tijelima tijekom francuske revolucije (uz iznimku u doba Jakobinskog terora) su bili pripadnici krupne buržoazije, koji su nastojali zadržati svoj prosperitet uz pomoć naroda, a nauštrb aristokracije i klera. Albert Soboul u svojem djelu Francuska Revolucija piše: "Babeuf je prvi u francuskoj revoluciji nadvladao proturječnost s kojom su se sukobljavali političari odani stvari naroda, proturječnost između tvrdnje o pravu na život i održavanju privatne svojine i ekonomske slobode". Babeuf smatra da je cilj društva zajednička sreća i da revolucija mora osigurati jednakost uživanja. Bio je protivnik agrarnog zakona, zato što je smatrao da će se društvo vratiti natrag u stanje nejednakosti kratko nakon pravilne preraspodjele posjeda. Stoga je zastupao ukidanje privatne svojine, kojom se jedino može ostvariti stvarna jednakost. Ovaj je program izložio 30. studenog 1795. u listu Tribun du People, čime je pokrenuo pokret koji se po njemu zove babuvizam. 

### Uloga u Francuskoj revoluciji
Čak i prije Francuske revolucije, Babeuf počinje stvarati svoj politički program. U pismu Dubois de Fosseuxu 1786. godine, sekretaru araske akademije, piše:  "50, 40, 30 osoba dolaze da žive na tom majuru oko koga su ranije osamljene jedva živjele u bijedi - i ubrzo će živjeti u blagostanju". Poslije 9. thermidora i uspostave Direktorija, Babeuf je nesumnjivo bio antirobespjerovac, iako je priznao da su neke njihove mjere, poput maksimiranja cijena, iznimno praktične. Iskustvo života u revolucionarnoj Francuskoj pomoglo mu je u određivanju svog planiranog društvenog mehanizma, kojeg objašnjava u pismu Germainu 28. srpnja 1795. : "Svi proizvođači radit će za zajedničko skladište, svaki će u njega slati u naturi proizvod svog ličnog rada, a službenici za razdiobu, koji tu nisu radi svog ličnog računa, nego radi velike porodice, vraćat će svakom građaninu njegov jednak dio od ukupne mase proizvoda čitave asocijacije". Dakle, sustav koji je Babeuf razvio je u suštini reparticioni komunizam. Koliko god bio avangardan, uzevši u obzir činjenicu da je prethodio Komunističkom manifestu za više od 50 godina, Babeufov je politički sustav bio manjkav zato što nije uzeo u obzir brz porast industrije i akumulaciju kapitala, pa se zadržao na agrarnim političkim pitanjima. Babeuf će početi konkretizirati svoja vjerovanja za vrijeme zime 1795. – 1796. godine. Tada odlučuje silom srušiti Direktorij i uspostaviti svoj sustav državne uprave. Ubrzo je oko sebe skupio mnoge zavjerenike odane komunizmu: Amara, Droueta, Lindeta, Darthea, Buonarrotija i mnogih drugih. Zavjerenici formirali Ustanički odbor 30. ožujka 1796. Odbor je širio komunističku propagandu, koja je sankilotima bila privlačna (zbog inflacije u državi). Međutim, zavjerenici se nikako nisu mogli povezati s narodnim pokretom u pravom smislu riječi. Iako je pokret bio vješto organiziran, tajnovitost i uključenost nekolicine članova u ustaničkom odboru, kao i pasivnost u političkom djelovanju, učinili su njihov ustanak propalim iz samog početka. Direktorij je, slušajući komunističku propagandu, zaključio da se sprema kontrarevolucionarni udar, te je 16. travnja 1796. ozakonio smrtnu kaznu u slučaju "huškanja na uspostavu kraljevstva i vraćanja na ustav 1793 ... ili pljačkanje i razdiobu privatne svojine pod nazivom agrarnog zakona". Babeuf je pokušao proširiti bazu ustanika povezavši se s odborom konventovaca, koji su prethodili Direktoriju, ali je zakasnio sa svojim pripremama. Babeuf i Buonarroti uhićeni su 10. svibnja 1796. po naređenju Lazarea Carnota. Pokušaj pobune vojske u logoru Grenelle 9-10 rujna 1796., skupine sačinjene od jakobinaca, sankilota i babuvista, također je propao. 

### Suđenje i smrt
Zavjerenicima se sudilo u tzv. Vendomskom procesu. Noću 26. – 27. kolovoza 1796. Babeuf i ustanici su prebačeni u Vendome u rešetkastim krletkama, popraćeni njihovim ženama i djecom. Proces je započeo u veljači 1797. i trajao je tri mjeseca. Nakon što im je 26. svibnja 1797. izrečena smrtna kazna, Babeuf i Darthe su se pokušali ubiti, ali su sljedećeg dana preneseni krvavi na stratište, gdje im je giljotina oduzela život.

### Utjecaj
Iako je značaj Babeufa i njegove zavjere bio minimalan u doba Direktorija, tijekom 19. st. dobit će sve veću važnost. Philippe Buonarroti je zapisao sve Babeufove ideje i opisao njegovu zavjeru u svojem djelu, Povijest zavjere za jednakost, nazvane Babeufova zavjera, koje je postalo obavezno štivo za svakog mladog revolucionara, inspiriravši Blanquia i Marxa. Prvi put u povijesti, komunističke ideje su se pokušale na konkretan način ostvariti u političkom uređenju neke države. Zbog toga je Marx cijenio Babeufa i smatrao ga jednim od uzora svojih političkih teorija. Mladi komunistički revolucionari su idealizirali Babeufovo nastojanje da s manjinom sposobnih i ideološki raspoloženih ljudi sruši nepoželjnu vladu. Babeufov utjecaj na politiku 19 st. je neprocjenjiv.